# St. Elsewhere
 St. Elsewhere è il primo album del gruppo statunitense Gnarls Barkley pubblicato nel 2006.

## Tracce
1. "Go-Go Gadget Gospel" (Brian Burton, Thomas Callaway, Nicolas Flagello) – 2:19
2. "Crazy" (Burton, Callaway, Gianfranco Reverberi, Gian Piero Reverberi) – 2:58
3. "St. Elsewhere" (Burton, Callaway, Barry Clarke, David Costa, Celia Humphris, Stephen Brown) – 2:30
4. "Gone Daddy Gone" (Gordon Gano, Willie Dixon) – 2:28
5. "Smiley Faces" (Burton, Callaway) – 3:05
6. "The Boogie Monster" (Burton, Callaway, Armando Trovaioli, Angelo Francesco Lavagnino) – 2:50
7. "Feng Shui" (Burton, Callaway, Nino Nardini) – 1:26
8. "Just a Thought" (Burton, Callaway, Kevin Peek) – 3:42
9. "Transformer" (Burton, Callaway, Marlene Moore) – 2:18
10. "Who Cares?" (Burton, Callaway, Keith Mansfield) – 2:28
11. "On-Line" (Burton, Callaway) – 1:49
12. "Necromancer" (Burton, Callaway) – 2:58
13. "Storm Coming" (Burton, Callaway) – 3:08
14. "The Last Time" (Burton, Callaway, Ian Langley) – 3:25

U.S. iTunes bonus tracks
1. "Crazy (Instrumental)" (Burton, Gianfranco Reverberi, Gianpiero Reverberi) – 3:00
2. "Go-Go Gadget Gospel (Instrumental)" (Burton, Flagello) – 2:14

## Crediti
- Danger Mouse – produzione
- Cee-Lo – voce
- Ben H. Allen – basso e chitarra
- Eric Bobo – batteria
- Ced Keys International – pianoforte
- Dr. President – tastiera, basso, chitarra, organo Hammond
- Daniele Luppi – basso, minimoog, organo Hammond, sintetizzatore
- David Piltch – basso
- Eddie Reyes – chitarra acustica
- Chris Tedesco – tromba
- Tomika Walden – cori
- Menta Malone – cori